# Гутаревич Юрій Феодосійович
Ю́рій Феодо́сійович Гутаре́вич (*1940) — фахівець у галузі механіки автомобільного транспорту. Доктор технічних наук (1987), професор (1989), заслужений діяч науки і техніки України (1994).

## Життєпис
Народився 1940 року в Рокитному Київської області. 1962-го закінчив Київський автомобільно-дорожній інститут. Там же й лишився працювати.
Протягом 1971—1987 років — доцент, від 1987 року — завідувач кафедри двигунів і теплотехніки, за сумісництвом від 1988-го — декан автомеханічного факультету.
Наукові дослідження в такому напрямі: підвищення економічності і зниження шкідливих викидів автомобілями.
Розробив
- математичні моделі системи водій–автомобіль–дорога,
- схеми і конструкції регуляторів частоти обертання дизелів,
- універсальні системи живлення двигунів внутрішнього згоряння
- системи регулювання багатоциліндрових бензинових ДВЗ шляхом відключення групи циліндрів, технології діагностування технічного стану автомобіля.

Серед робіт:
- «Характеристики автомобільних і тракторних двигунів: навчальний посібник», 1978 (співавтор)
- «Економія палива на автомобільному транспорті», 1988 (співавтор);
- «Охорона навколишнього середовища від забруднення викидами двигунів», 1989
- «Зниження шкідливих викидів автомобіля в експлуатаційних умовах», 1991
- «Автомобільні двигуни: Підручник», 1995 (співавтор)
- «Випробування двигунів внутрішнього згоряння», 2002 (співавтор)

" «Екологія автомобільного транспорту», 2002 (співавтор).
Почесний доктор Луцького національного технічного університету.
Лауреат Державної премії України в галузі науки і техніки 2008 року за комплекс підручників «Двигуни внутрішнього згоряння»; співавтори Абрамчук Федір Іванович, Марченко Андрій Петрович, Парсаданов Ігор Володимирович, Пильов Володимир Олександрович, Тимченко Ігор Іванович, Шеховцов Анатолій Федорович.
Станом на 2019 рік — завідувач кафедри Національного транспортного університету.

## Нагороди
- заслужений діяч науки і техніки України (1994)
- Державна премія України в галузі науки і техніки (2008)
- орден «За заслуги» ІІ ступеня[1].